# Julius von Roeder
Julius Heinrich August Edwin von Roeder (* 7. Januar 1808 in Grottkau; † 28. Mai 1889 in Wiesbaden) war ein preußischer Generalleutnant sowie Gouverneur der Festung Mainz.

## Leben

### Herkunft
Seine Eltern waren der spätere preußische Generalmajor Heinrich von Roeder (1742–1831) und dessen zweite Ehefrau Sophie Henriette Christiane, geborene Trützschler von Falkenstein (1762–1838). Drei weitere Brüder Maximilian Eugen (1782–1844), Karl (1787–1856) und Hermann (1797–1857) wurden ebenfalls preußische Generale.

### Militärkarriere
Roeder besuchte ab 1819 die Kadettenhäuser von Potsdam und Berlin. Am 8. April 1825 wurde er als Sekondeleutnant dem Kaiser Franz Grenadier-Regiment der Preußischen Armee in Berlin überweisen. Roder absolvierte 1829/32 die Allgemeine Kriegsschule und wurde von 1837 bis 1839 zum topographischen Büro kommandiert. Als Premierleutnant war Roeder von 1841 bis 1846 Lehrer am Kadettenhaus in Berlin, wurde am 12. Oktober 1846 zum Hauptmann befördert sowie am 13. April 1847 zum Chef der 6. Kompanie des Regiments ernannt. Während der Revolution von 1848 gehörte er der Schloßwache an und beteiligte sich an der Niederschlagung des Barrikadenaufstandes am 18. März.
Er nahm mit dem Regiment am Schleswigscher Krieg teil und wurde am 23. April 1848 in der Schlacht bei Schleswig durch einen Schuss in den Rücken schwer verwundet. Roeder erholte sich schnell und kam nach einigen Wochen schon wieder an die Front. 1851 wurde er zum Major befördert, 1852 erhielt er das Kommando des I. Bataillons. 1855 wurde er zweiter Kommandeur des I. Bataillons des 1. Garde-Landwehr-Regiments in Berlin. 1856 stieg er zum Oberstleutnant auf, 1858 wurde er zum Kommandeur des 5. Jäger-Bataillons in Görlitz. Am 17. Februar 1859 beauftragte man ihn mit der Führung des 10. Infanterie-Regiments in Posen. Mit seiner Beförderung zum Oberst wurde Roeder am 31. Mai 1859 zum Regimentskommandeur ernannt. Im Juli 1860 erhielt der Verband einen neuen Namen. Mit der Umbenennung bezog das 1. Schlesische Grenadier-Regiment (Nr. 10) in Schweidnitz und Reichenbach (Füsilier-Bataillon) seine neue Garnison. Unter Stellung à la suite des Regiments wurde Roeder am 10. März 1863 mit der Führung der 12. Infanterie-Brigade beauftragt und am 17. März 1863 zum Generalmajor befördert sowie zum Kommandeur dieser Brigade ernannt.
Roeder nahm mit seinem Großverband 1864 am Kriege gegen Dänemark teil und konnte sich auch am 18. April 1864 beim Kampf um die Düppeler Mühle auszeichnen. Danach gelang ihm das Übersetzen auf die Insel Alsen. Zusammen mit der Brigade „Groeben“ konnte er Stunden nach dem Übersetzen die dänischen Reserven schlagen. Für die Aktion erhielt Roeder neben dem Orden Pour le Mérite auch das Kommandeurkreuz des ö.k. Leopold-Ordens mit Kriegsdekoration. Bei der Heimkehr vom Feldzug wurde sein Helm von der Großherzogin Alexandrine von Mecklenburg durch einen Lorbeerkranz geschmückt. Er schätzte dieses Zeichen so sehr, dass er in seinem Testament bestimmte, dass dieser Kranz ihm mit in den Sarg gegeben werden sollte.
Im Januar 1866 wurde er zum Inspekteur der Besatzungen der Bundesfestungen Mainz und Rastatt ernannt. Zur Mobilmachung zum Krieg von 1866 wurde er mit seinem Stab dem Militärgouverneur der Rheinprovinz und Westfalen unterstellt. Roeder erhielt dann den Auftrag das Herzogtum Nassau zu besetzen. Vom 22. Juli bis 6. August 1866 war er Kommandant von Frankfurt am Main. Nach dem Krieg wurde er am 13. September zum Gouverneur der Festung Mainz ernannt und in dieser Stellung am 20. September 1866 zum Generalleutnant befördert. In der Folgezeit erhielt Roeder den Stern zum Roten Adlerorden II. Klasse mit Eichenlaub und Schwertern am Ringe sowie das Großkreuz des Ordens Philipps des Großmütigen mit Schwertern. Da er sehr an den Folgen seiner schweren Verwundung von 1848 litt, wurde Roeder am 2. Juli 1868 unter Verleihung des Komturkreuzes des Königlichen Hausordens von Hohenzollern mit der gesetzlichen Pension zur Disposition gestellt.

### Familie
Roeder heiratete am 16. Oktober 1838 in Berlin Konstanze Freiin von Medem (1808–1883). Aus der Ehe gingen vier Kinder hervor. Sein einziger Sohn starb während des Krieges gegen Frankreich als Premierleutnant des 1. Niederschlesischen Infanterie-Regiments Nr. 46 in der Schlacht bei Sedan.